# Льюис, Эдвард
Эдвард Баттс Лью́ис (англ. Edward Butts Lewis; 20 мая 1918, Уилкс-Барре, Пенсильвания — 21 июля 2004, Пасадина, Калифорния) — американский генетик, лауреат Нобелевской премии по физиологии или медицине 1995 года «за открытия, касающиеся генетического контроля на ранней стадии эмбрионального развития».
Доктор. Член Национальной академии наук США (1968) и Американского философского общества (1990), иностранный член Лондонского королевского общества (1989).

## Биография
Родился в небольшом городе северо-восточной Пенсильвании Уилкс-Барре. Окончил Университет Миннесоты в 1938 году, где начал свои генетические исследования фруктовой мушки Drosophila melanogaster. В 1942 году защитил диссертацию в Калифорнийском технологическом институте. Во время Второй мировой войны служил метеорологом в военно-воздушных силах США. В 1946 году вернулся в Калифорнийский технологический институт инструктором. В 1956 году стал профессором биологии, а в 1966 году — почётным профессором биологии Томаса Моргана.
Работы Льюиса в области генетики развития, выполненные на одном из классических модельных организмов генетики Drosophila, положили основание современному пониманию универсальных эволюционно-закреплённых правил, контролирующих развитие животного. Льюис разработал комплементационный тест в генетике, с помощью которого можно показать, находятся ли мутации, вызывающие одинаковый фенотип в одном и том же или в разных генах. Его основная книга, включившая его основные научные достижения, вышла в 2004 году — «Гены, развитие и рак».

## Награды
- 1983 — Медаль Томаса Ханта Моргана
- 1987 — Международная премия Гайрднера
- 1989 — Премия Вольфа по медицине
- 1990 — Национальная научная медаль США
- 1990 — вместе с Кристианой Нюсляйн-Фольхард получил премию Розенстила
- 1991 — Премия Альберта Ласкера за фундаментальные медицинские исследования
- 1992 — Премия Луизы Гросс Хорвиц
- 1995 — Нобелевская премия по физиологии или медицине 1995 года «за открытия, касающиеся генетического контроля на ранней стадии эмбрионального развития» (вместе с Кристианой Нюсляйн-Фольхард и Эриком Вишаусом)